# Слобозија (Урекешти)
Слобозија (рум. Slobozia) насеље је у Румунији у округу Бакау у општини Урекешти. Oпштина се налази на надморској висини од 111 m.

## Становништво
Према подацима из 2011. године у насељу је живело 548 становника.